# Sylvan Ebanks-Blake
Sylvan Augustus Ebanks-Blake (Cambridge, 29 marzo 1986) è un ex calciatore inglese.
Ha vinto per due volte consecutive (2007-2008 e 2008-2009) il titolo di capocannoniere della Football League Championship (seconda divisione inglese), in entrambi i casi con la maglia del Wolverhampton Wanderers.

## Caratteristiche tecniche
Attaccante che abbina potenza fisica e velocità. Ambidestro, è discreto nel gioco aereo, oltre a possedere una buona tecnica individuale.

## Carriera

### Gli inizi
Incomincia a giocare nelle giovanili della squadra della sua città il Cambridge United, per poi passare in quelle del Manchester Utd. Rimane fino a vent'anni nelle giovanili dei Red Devils e nel 2006 è girato in prestito ai belgi dell'Anversa dove gioca poche partite.

### Plymouth Argyle
Nel 2006 viene acquistato dal Plymouth Argyle, squadra militante in Football League Championship (seconda divisione inglese). Con la maglia dei Pilgrims Ebanks-Blake disputa 66 partite in due stagioni, realizzando 21 gol.

### Wolverhampton Wanderers
Nel gennaio del 2008 viene acquistato dal Wolverhampton Wanderers. Alla prima stagione con i Wolves segna 23 reti, laureandosi capocannoniere del Championship. Si ripete anche nell'annata successiva, trascinando la sua squadra alla promozione in Premier League.
Ha esordito in Premier League il 15 agosto 2009, nella sconfitta casalinga per 0-2 contro il West Ham. Il 24 ottobre seguente ha segnato la sua prima rete in massima serie, nel match pareggiato per 1-1 contro l'Aston Villa.

## Statistiche

### Presenze e reti nei club
Statistiche aggiornate al 19 novembre 2016.
| Stagione              | Squadra               | Campionato            | Campionato | Campionato | Coppe nazionali | Coppe nazionali | Coppe nazionali | Coppe continentali | Coppe continentali | Coppe continentali | Altre coppe | Altre coppe | Altre coppe | Totale | Totale |
| Stagione              | Squadra               | Comp                  | Pres       | Reti       | Comp            | Pres            | Reti            | Comp               | Pres               | Reti               | Comp        | Pres        | Reti        | Pres   | Reti   |
| --------------------- | --------------------- | --------------------- | ---------- | ---------- | --------------- | --------------- | --------------- | ------------------ | ------------------ | ------------------ | ----------- | ----------- | ----------- | ------ | ------ |
| 2004-2005             | Manchester Utd        | PL                    | 0          | 0          | FACup+CdL       | 0+1             | 0               | UCL                | 0                  | 0                  | CS          | 0           | 0           | 1      | 0      |
| 2005-gen. 2006        | Manchester Utd        | PL                    | 0          | 0          | FACup+CdL       | 0+1             | 1               | UCL                | 0                  | 0                  | -           | -           | -           | 1      | 1      |
| Totale Manchester Utd | Totale Manchester Utd | Totale Manchester Utd | 0          | 0          |                 | 2               | 1               |                    | 0                  | 0                  |             | 0           | 0           | 2      | 1      |
| gen.-giu. 2006        | Royal Antwerp         | 1B                    | 9          | 4          | CB              | -               | -               | -                  | -                  | -                  | -           | -           | -           | 9      | 4      |
| 2006-2007             | Plymouth              | FLC                   | 41         | 10         | FACup+CdL       | 3+1             | 0               | -                  | -                  | -                  | -           | -           | -           | 45     | 10     |
| 2007-gen. 2008        | Plymouth              | FLC                   | 25         | 11         | FACup+CdL       | 1+3             | 1+1             | -                  | -                  | -                  | -           | -           | -           | 29     | 13     |
| Totale Plymouth       | Totale Plymouth       | Totale Plymouth       | 66         | 21         |                 | 8               | 2               |                    | -                  | -                  |             | -           | -           | 74     | 23     |
| gen.-giu. 2008        | Wolverhampton         | FLC                   | 20         | 12         | FACup+CdL       | -               | -               | -                  | -                  | -                  | -           | -           | -           | 20     | 12     |
| 2008-2009             | Wolverhampton         | FLC                   | 41         | 25         | FACup+CdL       | 2+1             | 0               | -                  | -                  | -                  | -           | -           | -           | 44     | 25     |
| 2009-2010             | Wolverhampton         | PL                    | 23         | 2          | FACup+CdL       | 3+1             | 0               | -                  | -                  | -                  | -           | -           | -           | 27     | 2      |
| 2010-2011             | Wolverhampton         | PL                    | 30         | 7          | FACup+CdL       | 1+3             | 0               | -                  | -                  | -                  | -           | -           | -           | 34     | 7      |
| 2011-2012             | Wolverhampton         | PL                    | 23         | 1          | FACup+CdL       | 2+1             | 0+2             | -                  | -                  | -                  | -           | -           | -           | 26     | 3      |
| 2012-2013             | Wolverhampton         | FLC                   | 40         | 14         | FACup+CdL       | 1+1             | 0+1             | -                  | -                  | -                  | -           | -           | -           | 42     | 15     |
| Totale Wolverhampton  | Totale Wolverhampton  | Totale Wolverhampton  | 177        | 61         |                 | 16              | 3               |                    | -                  | -                  |             | -           | -           | 193    | 64     |
| 2013-2014             | Ipswich Town          | FLC                   | 9          | 0          | FACup+CdL       | 1+0             | 0               | -                  | -                  | -                  | -           | -           | -           | 10     | 0      |
| 2014-2015             | Preston N.E.          | FL1                   | 9          | 1          | FACup+CdL       | 2+0             | 0               | -                  | -                  | -                  | FLT         | 2           | 0           | 13     | 1      |
| 2015-2016             | Chesterfield          | FL1                   | 33         | 10         | FACup+CdL       | 3+0             | 0               | -                  | -                  | -                  | FLT         | 1           | 0           | 37     | 10     |
| 2016-gen. 2017        | Chesterfield          | FL1                   | 13         | 2          | FACup+CdL       | 0+0             | 0               | -                  | -                  | -                  | FLT         | 1           | 1           | 14     | 3      |
| Totale Chesterfield   | Totale Chesterfield   | Totale Chesterfield   | 46         | 12         |                 | 3               | 0               |                    | -                  | -                  |             | 2           | 1           | 51     | 13     |
| gen.-giu. 2017        | Shrewsbury Town       | FL1                   | 7          | 0          | FACup+CdL       | 0               | 0               | -                  | -                  | -                  | FLT         | 0           | 0           | 7      | 0      |
| 2017-2018             | Telford Utd           | CN                    | 6          | 2          | FACup           | 0               | 0               | -                  | -                  | -                  | FT          | 2           | 2           | 8      | 4      |
| 2018-2019             | Halesowen Town        | CS                    | 7          | 0          | FACup           | 2               | 0               | -                  | -                  | -                  | FT          | 0           | 0           | 9      | 0      |
| 2018-2019             | Barwell               | CS                    | 5          | 1          | FACup           | 0               | 0               | -                  | -                  | -                  | FT          | 4           | 1           | 9      | 2      |
| 2018-2019             | Walsall Wood          | CM                    | 5          | 2          | FACup           | 0               | 0               | -                  | -                  | -                  | FT          | 0           | 0           | 5      | 2      |
| Totale carriera       | Totale carriera       | Totale carriera       | 346        | 104        |                 | 34              | 6               |                    | 0                  | 0                  |             | 10          | 4           | 390    | 114    |

## Palmarès

### Club

#### Competizioni nazionali
- Football League Championship: 1

Wolverhampton Wanderers: 2008-2009

#### Competizioni giovanili
- FA Youth Cup: 1

Manchester United: 2002-2003

### Individuale
- Capocannoniere della Football League Championship: 2

2007-2008 (23 gol), 2008-2009 (25 gol)
- EFL Awards: 1

2009
- PFA Football League Championship Team of the Year: 1[5]

2008-2009